# Kellie Harrington
Pour les articles homonymes, voir Harrington.
Kellie Harrington est une boxeuse irlandaise née le 11 décembre 1989 à Dublin.
Elle est notamment championne du monde des moins de 60 kg en 2018 et double championne olympique dans cette catégorie, en 2020 et 2024.

## Biographie
Kellie Harrington naît le 11 décembre 1989 à Dublin, en Irlande. Elle est originaire de la partie nord de la ville, plus précisément du quartier de Portland Row. Son père, Jack, est un homme à tout faire ; sa mère, Yvonne, est une professionnelle de la santé qui travaille en hôpital.
Elle quitte l'école avant terme pour rejoindre le programme Youthreach, destiné aux jeunes en rupture scolaire.
Elle travaille à temps partiel comme femme de ménage dans un hôpital psychiatrique à Fairview, dans le comté de Dublin.
Elle est mariée depuis 2022 à Mandy Loughlin, une ancienne boxeuse irlandaise de niveau intermédiaire rencontrée en 2009 lors d'un tournoi,.

## Parcours sportif

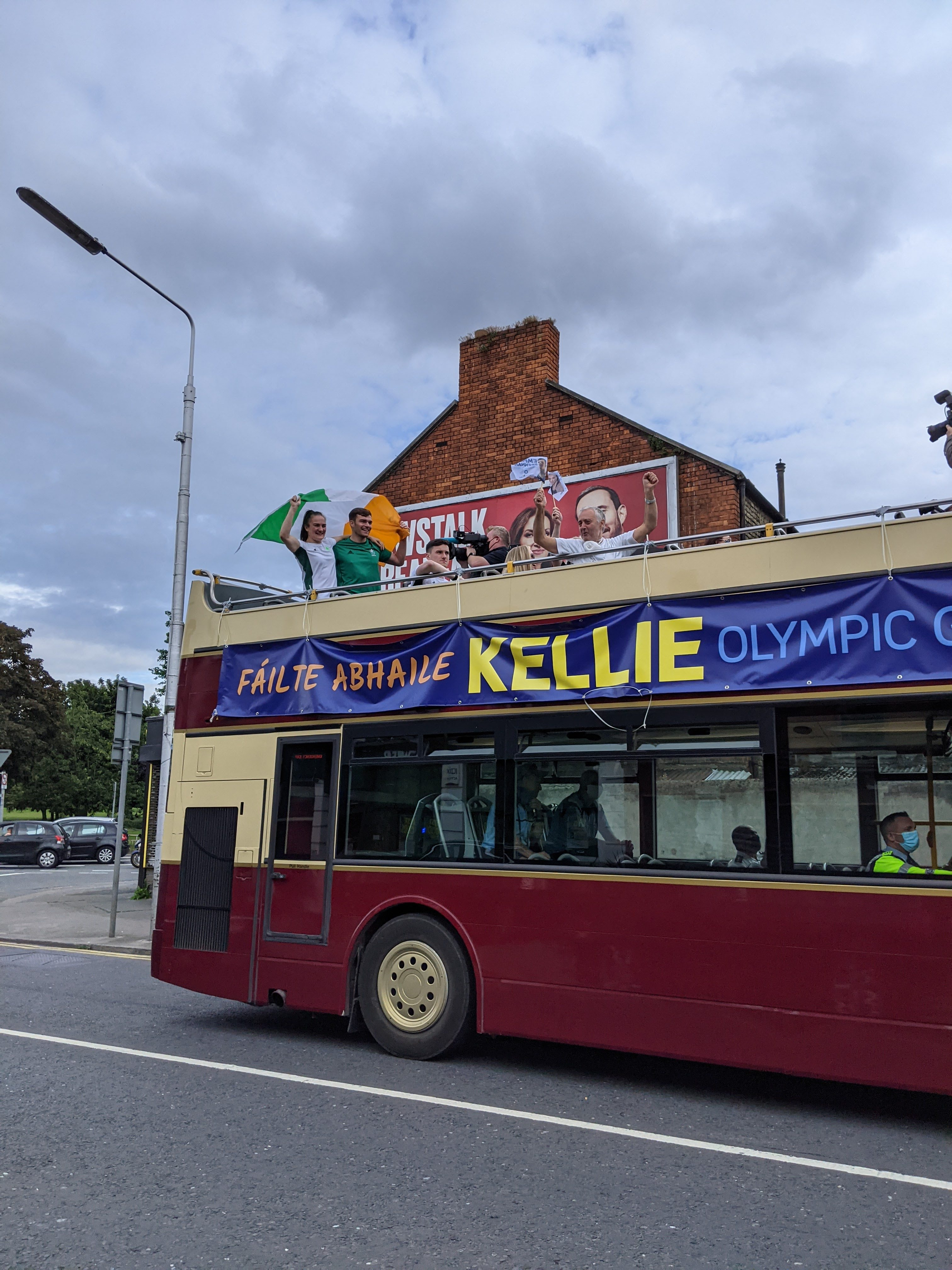
Kellie Harrington, de retour à Dublin, après son sacre aux JO de Tokyo (2021)

Elle commence la boxe à l'âge de 15 ans, au Corinthians Boxing Club de Summerhill, à Dublin.
Elle remporte la médaille d'or aux championnats du monde de 2018 dans la catégorie des poids légers. Elle est championne olympique dans cette même catégorie en 2020 à Tokyo et 2024 à Paris.
Elle annonce sa retraite sportive en août 2024 après avoir remporté sa deuxième médaille d'or aux Jeux olympiques.

## Palmarès

### Jeux olympiques
- Médaille d'or en -60 kg en 2020 à Tokyo, Japon
- Médaille d'or en -60 kg en 2024 à Paris, France

### Championnats du monde
- Médaille d'or en -60 kg en 2018 à Jeju, Corée du Sud
- Médaille d'argent en -64 kg en 2016 à Astana, Kazakhstan

### Championnats d'Europe
- Médaille de bronze en -60 kg en 2018 à Sofia, Bulgarie

### Jeux européens
- Médaille d'or en -60 kg en 2023 à Nowy Targ, Pologne
- Médaille d'argent en -60 kg en 2019 à Minsk, Biélorussie

## Publication
- (en) Kellie Harrington et Roody Doyle, Kellie (autobiographie), Dublin, Sandycove, 2023, 320 p. (ISBN 978-1844886074)